# 真宗三門徒派
真宗三門徒派（しんしゅうさんもんとは）は、浄土真宗の一派。本山は福井県福井市の専照寺。親鸞の門弟真仏が率いる高田門徒の分流である円善が率いる三河国和田の和田門徒であった如道の流れを汲む。末寺数、36寺。

## 概要
真宗三門徒派の歴史は鎌倉時代後期に遡る。高田派専修寺系の和田門徒に属していた如道（如導）は正応3年（1290年）、越前国大町（現・福井市大町）に大町専修寺を建立する。如道は越前国を中心にして近江国、若狭国にまで教線を拡大し、如道教団（後に三門徒と呼ばれる）は北陸地方で大きな勢力を持つようになった。応長元年（1311年）には京都東山の大谷廟堂（後の本願寺）留守職覚如は息子の存覚を随えて如道を自派に引き入れようとし、訪ねている。この時如道は行如（越前田島、後の興宗寺）と共に覚如から教えを受け、『教行信証』を伝授されている。また宗祖親鸞聖人の「鏡の御影（かがみのごえい）」も開帳するなど覚如が懸命に教化に務めたこともあり、その思惑通り、如道は覚如の弟子となり、その教団は本願寺派に近いものとなっていった。また道性やその子如覚などを弟子としている。
如道の教えは、親鸞作の「三帖和讃」を重視したことから讃門徒とも呼ばれた。このことは逆に、浄土宗の法然門下の特徴である「浄土三部経」や「六時礼讃」を軽んじているとされ、天台宗長泉寺の孤山は「愚闇記」で痛烈に批判している（後に如道は「愚闇記返札」で反論）。

## 三門徒
如道の死後、その長男良如は多くの門徒衆と共に浄土宗に宗旨替えをしたため、教団の力は弱まり、如道の次男如浄が指導者を継ぎ、大町専修寺第2世となる。が、如浄も浄土宗に傾倒してしまった。そのため、如道の弟子道性が如浄を批判し、説得し、なんとか浄土真宗にとどまらせた。しかし、永和元年（1375年）12月に如浄が死去すると、弱体化した教団指導者と大町専修寺第3世の地位を良金（了泉）が継いだ。が、これまた浄土宗に傾倒してしまったため、至徳2年（1385年）についに道性は證誠寺に一派（真宗山元派）を立ち上げた。さらに後には道性の子如覚が誠照寺に一派（真宗誠照寺派）を設立した。
第3世良金は応永11年（1404年）に死去。第4世を某が継ぐが、彼もまた浄土宗に傾倒して教団は崩壊した。永享7年（1435年）第4世某はここに至ってついに本願寺第6世巧如によって破門され、大町専修寺は衰退の一途をたどった。そして、専修寺教団は如道の弟子であった誓願寺道願の子浄一を教団第4世として新たに擁立し、中野専照寺を建立して親鸞、如道の教えを伝えた。しかし専照寺の立場は微妙なもので、本願寺の末寺となっていた毫摂寺（真宗出雲路派本山）の末寺となってしまった（本願寺自体が天台宗青蓮院の末寺である）。
こうして、道性が建立した證誠寺、如覚が建立した誠照寺、浄一が建立した専照寺と三山が並び建ったことから如道教団は、三門徒や三門徒衆と称されるようになった。
室町時代にもそれなりの勢力を誇っていたが、配下の有力寺院の統率に欠けていたり、本願寺第8世蓮如による布教によって本願寺派に転属していったりと、戦国大名への対応をもめぐって門末の混乱が見られた。本願寺勢力とは北陸の主導権争いで常に緊張関係にあり、永正3年（1506年）には一向一揆と対峙した朝倉貞景に加勢し（九頭竜川の戦い）、逆に一向一揆から焼き討ちの報復を受けている。
天正2年（1574年）に富田長繁が一向一揆と戦った際は長繁の味方をした。そのために長繁が戦死した後に一向一揆から焼き討ちを受けている。その越前一向一揆と織田信長が戦った際には織田方についた。が、本願寺によって再興されていた大町専修寺は一揆指導者を匿ったため信長に滅ぼされている。誠照寺も天正11年（1583年）の賤ヶ岳の戦いで柴田勝家についたことから後に羽柴秀吉によって多くの寺院が破却された。第11世善蓮の時、天正13年（1585年）には正親町天皇から朝廷の勅願所に命ぜられ権大僧正に任じられるが、既に有力寺院の多くが消滅、離脱しており、その勢力は完全に衰退していた。
江戸時代に入ってからは、残っていた末寺の多くも本願寺派や大谷派に鞍替えし、享保9年（1724年）には専照寺自体も天台宗妙法院門跡の院家となった。明治時代になって一時大谷派に属したが、明治11年（1878年）、真宗三門徒派として独立した。
現在、傘下の寺院は36か寺を数えるのみであるが、同じ如道教団の流れを汲む證誠寺、誠照寺、さらに真宗出雲路派毫摂寺と共に北陸の「四箇本山」を形成している。なお、令和2年（2020年）11月29日をもって宗派名の通称表記を『真宗讃門徒派』と変更。当初は宗派名の公称も令和5年（2023年）に『真宗讃門徒派』と改める予定だったが、公称の変更はせず、令和4年（2022年）4月26日付で宗派の呼称も公称の『真宗三門徒派』に変更することとなった。